# 吉田美保
吉田 美保（よしだ みほ、1963年3月15日 - ）は、日本の女性声優。ぷろだくしょんバオバブ所属。京都府出身。

## 人物
方言は京都弁。
役柄としては、母親から小さな女の子まで演じているキャラクターは様々。
「スーパーロボット大戦シリーズ」では引退した吉田理保子が声を当てていたキャラクターのうち、ダイナミック企画作品のキャラクターを代演している。
特技は茶道（裏千家）、着付。趣味は東京ディズニーリゾート巡り、読書。資格は漢字検定一級資格所持。
名字の「吉」の正確な表記は「𠮷」（「土」の下に「口」、つちよし）である。
夫は声優・俳優の家中宏。

## 出演

### テレビアニメ
1984年
- ガラスの仮面（水無月さやか）
- キャッツ・アイ
- 銀河パトロールPJ（ジュン）
- 銀河漂流バイファム（メル）
- 超力ロボ ガラット（1984年 - 1985年、恐竜B、美女軍団、チビギドラ）
- 魔法の天使 クリィミーマミ（女の子）

1985年
- タッチ（1985年 - 1998年、女生徒、女生徒A、女A）- 1シリーズ + 特別編
- 魔法のスターマジカルエミ（女生徒）

1986年
- 蒼き流星SPTレイズナー（聖女隊）
- あんみつ姫（だんご）
- 青春アニメ全集「天からの声」（三上真子）
- マシンロボ クロノスの大逆襲（カナリー）
- 魔法のアイドルパステルユーミ

1987年
- 愛の若草物語（ケティ）
- 赤い光弾ジリオン（ローラ）
- 陽あたり良好!（さと美）

1988年
- ウルトラB（インストラクター）
- 新グリム名作劇場（ヘレン）
- ミスター味っ子（女子生徒C、舞妓）
- 夢見るトッポ・ジージョ（ネズミB）

1989年
- 青いブリンク（ユリイカ）
- 昆虫物語 みなしごハッチ（1989年 - 1990年、テントウムシの母、おかみさん）

1990年
- それいけ!アンパンマン（1990年 - 1996年、マドモアゼル・クレープ、くもまる〈初代〉、カガミ）
- まじかるハット（銀コンガー）
- 魔法のエンジェルスイートミント

1991年
- おにいさまへ（ボルジア、上級生B）
- おちゃめなふたご クレア学院物語（マーゴット）
- 魔法のプリンセス ミンキーモモ（ミリィ、メアリーの父）

1994年
- メタルファイター♥MIKU（尼僧）
- 無責任艦長タイラー（女の子）

1995年
- 神秘の世界エルハザード（アフラ・マーン）
- ママはぽよぽよザウルスがお好き（綾小路ママ）

1996年
- クレヨンしんちゃん（女医）
- B'T-X（女兵士、兵士A）
- 名犬ラッシー（ハミルトン夫人）

1998年
- Weiß kreuz（看護婦）
- 異次元の世界エルハザード（アフラ・マーン）
- タッチ Miss Lonely Yesterday あれから君は…（女A）

1999年
- モンスターファーム（マイケル）

2000年
- THE ビッグオー（2000年 - 2002年、踊り子、受付嬢、花屋店主）- 2シリーズ
- 陽だまりの樹（星鶴、女、芸者B、女将、母 他）

2001年
- ココロ図書館（アナウンス）

2002年
- アクエリアンエイジ Sign for Evolution（カナエのマネージャー）
- 炎の蜃気楼（美奈子）

2003年
- 住めば都のコスモス荘 すっとこ大戦ドッコイダー（梅木ママ）

2006年
- スーパーロボット大戦OG -ディバイン・ウォーズ-（リリー・ユンカース）

2007年
- 古代王者 恐竜キング Dキッズ・アドベンチャー（師匠）
- 地獄少女 二籠（上月マツ）
- スパイダーライダーズ 〜よみがえる太陽〜（ロレーン）

2008年
- スキップ・ビート!（尚の母）

2015年
- 名探偵コナン（主婦）

2018年
- 京都寺町三条のホームズ（美恵子）

2020年
- ちはやふる3（家政婦）

2022年
- であいもん（納野倭世、近所の奥さん）
- 継母の連れ子が元カノだった（伊理戸夏目）

### 劇場アニメ
- GREY デジタル・ターゲット（1986年、ビッグママ）
- 名探偵コナン から紅の恋歌（2017年、阿知波皐月）

### OVA
1985年
- ドリームハンター麗夢（1985年 - 1987年、美雪、黒薔薇会女生徒達、美衆ともみ）

1986年
- 超時空ロマネスク SAMY MISSING・99（魔物・女D）
- 魔法のスターマジカルエミ 蝉時雨（子供たち）

1987年
- たいまんぶるうす 清水直人編

1988年
- バイオレンスジャック 地獄街（マリア）

1990年
- たいまんぶるうす レディース編 真由美

1991年
- ザ・学園超女隊
- ドラゴンナイト（ネイナ）
- 迷走王ボーダー 社会復帰編（弘子）

1992年
- 究極のSEXアドベンチャー カーマスートラ（レポーター）
- 絶愛-1989-（養母）
- なにわ遊侠伝（溝垣妙子）

1993年
- キッスは瞳にして（直人の母）
- 難波金融伝・ミナミの帝王（ホステスC）
- ぼくの地球を守って（お久）

1994年
- ぼくはこのまま帰らない（絢の母）

1995年
- GOLDEN BOY さすらいのお勉強野郎（OL）
- 神秘の世界エルハザード（1995年 - 1997年、アフラ・マーン）

1996年
- LEVEL-C（女）

### 一般ゲーム
1996年
- 神秘の世界エルハザード for SEGA SATURN（アフラ・マーン）

1999年
- スーパーロボット大戦コンプリートボックス（早乙女ミチル、グレース・マリア・フリード、ローレライ）

2002年
- スーパーロボット大戦IMPACT（グレース・マリア・フリード）
- 電車でGO! 旅情編（西園寺美月〈嵐電〉）

2003年
- 第2次スーパーロボット大戦α（早乙女ミチル、卯月美和）

2004年
- スーパーロボット大戦MX（早乙女ミチル、グレース・マリア・フリード）

2005年
- スーパーロボット大戦MX ポータブル（早乙女ミチル、グレース・マリア・フリード）
- 第3次スーパーロボット大戦α 終焉の銀河へ（早乙女ミチル、卯月美和）

2006年
- マブラヴ 全年齢版（千鶴の母）

2007年
- スーパーロボット大戦OG ORIGINAL GENERATIONS（リリー・ユンカース）

2008年
- スーパーロボット大戦A PORTABLE（早乙女ミチル、グレース・マリア・フリード）
- スーパーロボット大戦Z（早乙女ミチル、グレース・マリア・フリード）

2019年
- スーパーロボット大戦DD（卯月美和）

### アダルトゲーム
- 妖獣戦記2 -黎明の戦士たち-（CD-ROM版）（1995年、アルファ）
- ホーンテッドカジノ（1996年、ジューン・ホワイティア）
- 対戦ホットギミック3 デジタルサーフィン（1999年）

### ラジオドラマ
- ハイパーあんな（高槻蘭子）

### ドラマCD
- Weiß kreuz Dramatic Precious 1st STAGE SLEEPLESS NIGHT（舞妓）
- ドラゴンナイト（ネイナ）
- ドリームハンター麗夢 電脳空域の迷路（女店員、アルファ）
- ハイパーあんな（高槻蘭子）
- 竜の遺言（沙羅）
- 夜の燈火と日向のにおい（保健のセンセ）

### 吹き替え

#### 映画
- アウト・オブ・サイト（ミッジ）
- アトランティスのこころ
- あの頃ペニー・レインと
- アメイジング・スパイダーマン（メアリー・パーカー〈エンベス・デイヴィッツ〉）
- アメイジング・スパイダーマン2（メアリー・パーカー〈エンベス・デイヴィッツ〉[8]）
- ウィロー ※TBS版
- オーバー・ザ・トップ ※フジテレビ版
- 靴をなくした天使（ドナ・オディ）※テレビ版
- コナン・ザ・グレート ※テレビ朝日版
- スペースボール
- ゾンビ・ハイスクール（スージー）※フジテレビ版
- ダンク・ブラザース/脱線ファンにご用心（スージー）
- 超音速ヒーロー ザ・フラッシュ（アイリス（ポーラ・マーシャル））※日本テレビ版
- ツイン・タウン
- 月の輝く夜に（パトリシア）※JAL機内上映版
- デンジャラス・マインド/卒業の日まで（キャリー・ロバーツ〈ブルックリン・ハリス〉）
- トレインスポッティング
- 八月のクリスマス（ジョンスク）
- パーフェクト・ワールド ※テレビ東京版
- 爆走バトルサンダー（キム〈ジル・ホイットロー〉）
- バタリアン（ティーナ〈ビバリー・ランドルフ〉）
- バック・トゥ・ザ・フューチャー（ピーボディの息子〈ジェイソン・マリン〉）※ソフト版
- バック・トゥ・ザ・フューチャー PART2 ※ソフト版
- ハリーとヘンダスン一家 ※TBS版
- 不思議の国のアリス（イーディス（ピッパ・ヴィッカーズ））※VHS版
- ビバリーヒルズ・コップ3 ※テレビ朝日版
- 秘密の花園（マーサ〈ローラ・クロスリー〉）
- プリティ・リーグ（マーラ・フーチ〈ミーガン・カヴァナグ〉）※ソフト版
- 星の王子 ニューヨークへ行く ※ソフト版
- ミッション・トゥ・マーズ
- 未来世紀ブラジル（バトルの娘、ホリー）
- ユナイテッド93（サンドラ・ブラッドショー〈トリッシュ・ゲイツ〉）※ソフト版
- 48時間PART2/帰って来たふたり
- ラングーンを越えて
- リプレイスメント

#### ドラマ
- iCarly
- ER XI 緊急救命室（アマンダ・フィールド〈エミリー・コズロスキー〉）#12
- L.A.ロー 七人の弁護士（アビー・パーキンス）
- キャピタル・シティ（ヒラリー）
- 緊急迎撃指令アカプルコH.E.A.T.2（キャット）
- スタートレック:ディープ・スペース・ナイン（ケイコ・オブライエン〈ロザリンド・チャオ〉）
- ストリート・ジャスティス（ヒシリア・ケルシー刑事）

#### アニメ
- ザ・シンプソンズ（ジャッキー）
- シンデレラII（ダフネ）
- スヌーピーの大冒険（ライラ）
- ちいさなプリンセス ソフィア（フォーナ、ヒギンズ）

### デジタルコミック
- 京都寺町三条のホームズ（2022年、美恵子）

### ナレーション
- 島根三瓶・プラネタリウム
- JAXA沖縄宇宙通信所
- チャレンジ一年生
- つくば地質展示室